# Mayfield (Utah)
Mayfield és una població dels Estats Units a l'estat de Utah. Segons el cens del 2000 tenia 420 habitants.

## Demografia
Segons el cens del 2000, Mayfield tenia 420 habitants, 141 habitatges, i 106 famílies. La densitat de població era de 193,1 habitants per km².
Dels 141 habitatges en un 34% hi vivien nens de menys de 18 anys, en un 66% hi vivien parelles casades, en un 6,4% dones solteres, i en un 24,8% no eren unitats familiars. En el 22,7% dels habitatges hi vivien persones soles el 14,2% de les quals corresponia a persones de 65 anys o més que vivien soles. El nombre mitjà de persones vivint en cada habitatge era de 2,71 i el nombre mitjà de persones que vivien en cada família era de 3,24.
Per edats la població es repartia de la següent manera: un 26,7% tenia menys de 18 anys, un 5,5% entre 18 i 24, un 21,2% entre 25 i 44, un 23,3% de 45 a 60 i un 23,3% 65 anys o més.
L'edat mediana era de 43 anys. Per cada 100 dones de 18 o més anys hi havia 81,2 homes.
La renda mediana per habitatge era de 41.500 $ i la renda mediana per família de 46.250 $. Els homes tenien una renda mediana de 28.750 $ mentre que les dones 21.875 $. La renda per capita de la població era de 16.748 $. Entorn del 2,7% de les famílies i el 3,8% de la població estaven per davall del llindar de pobresa.

## Poblacions més properes
El següent diagrama mostra les poblacions més properes.